# Alfred Hertz
Alfred Hertz, född 15 juli 1872 i Frankfurt am Main, död 17 april 1942 i New York, var en tysk dirigent.
Alfred Hertz var elev vid Raffkonservatoriet i Frankfurt am Main, var kapellmästare vid flera tyska teatrar och 1902–1915 vid Metropolitanoperan i New York, där han 1903–1904 ledde det första uppförandet av Parsifal som ägt rum utanför Bayreuth. 1915–1930 var Hertz ledare för symfoniorkestern i San Francisco, 1910 kapellmästare vid Covent Garden-operan i London.